# Of Men and Demons
Of Men and Demons ist ein US-amerikanischer Zeichentrick-Kurzfilm von John Hubley aus dem Jahr 1969.

## Handlung
Ein Bauer lebt allein auf einer Insel. Jeden Tag sät er Getreide, gießt es, mäht es und formt Heuballen, angelt einen Fisch, den er am Abend isst, und schläft nach ein wenig Flötenmusik ein. Den drei Dämonen Regen, Feuer und Unwetter, die unweit der Insel in einem Berg wohnen, ist langweilig, und so legen sie die Insel in Schutt und Asche, zerstören das Strohhaus des Mannes, seine Fischnetze und sein Getreide. Der Bauer, der vergeblich versucht hat, den Dämonen ein Opfer zu bringen, ist am Boden zerstört.
Eine Frau erscheint auf der Insel, bringt ein Boot voller Fische mit und baut mit dem Mann alles wieder auf: Aus dem Strohhaus wird ein Backsteinbau, die Heuballen werden nun mechanisch gebündelt und auch andere Dinge durch aufwändige Maschinen geregelt. Die Dämonen wollen erneut den Frieden auf der Insel stören. Das Regenwasser wird nun jedoch in einem Stausee gefangen und der Überlauf für die Bewässerung von Pflanzen genutzt. Das Feuer wird von einem Schmelztiegel gefangen und das Gewitter wird zu Elektrizität für die Beleuchtung genutzt.
Erneut setzen sich die Dämonen zusammen und beschließen, das Moderne ins Chaos zu stürzen. Sie entwickeln Autos und stören die Mechanik der Maschinen. Bald versinkt die Menschheit in Smog und Müll, Taucher finden Abfälle im Meer, Angler angeln Autoreifen, es staut sich und die Maschinen funktionieren nicht mehr. Mann und Frau sind ratlos, bis sie in einer Maschine eine Platte mit einer 1 in eine mit einem 0 umwandeln können. Der Mann hat eine Idee und erfindet eine diese Zeichen in großer Zahl herstellende Maschine. Mithilfe des so entstandenen Binärcodes bringen beide die Menschheit wieder in Gang, alles erhält seine Ordnung und das Leben wird wieder bunt. Die Dämonen unternehmen noch ein paar Versuche, den Code zu verschlucken oder zu zerstören, ergeben sich ihm am Ende jedoch lachend.

## Produktion
Of Men and Demons wurde von Hubley im Auftrag von IBM für den IBM-Pavillon auf der Expo ’70 in Osaka, Japan, geschaffen. Der Film sollte den IBM-Angestellten zudem die Funktion des Binärcodes nahebringen.
Die Musik stammt von Quincy Jones, der Gesang von Richard Boone und Count Basie.

## Auszeichnungen
Of Men and Demons wurde 1970 für einen Oscar in der Kategorie „Bester animierter Kurzfilm“ nominiert, konnte sich jedoch nicht gegen It’s Tough to Be a Bird durchsetzen.